# Chlorograpta
Chlorograpta là một chi bướm đêm thuộc họ Erebidae.